# Aktiengesellschaft für Versorgungsunternehmen

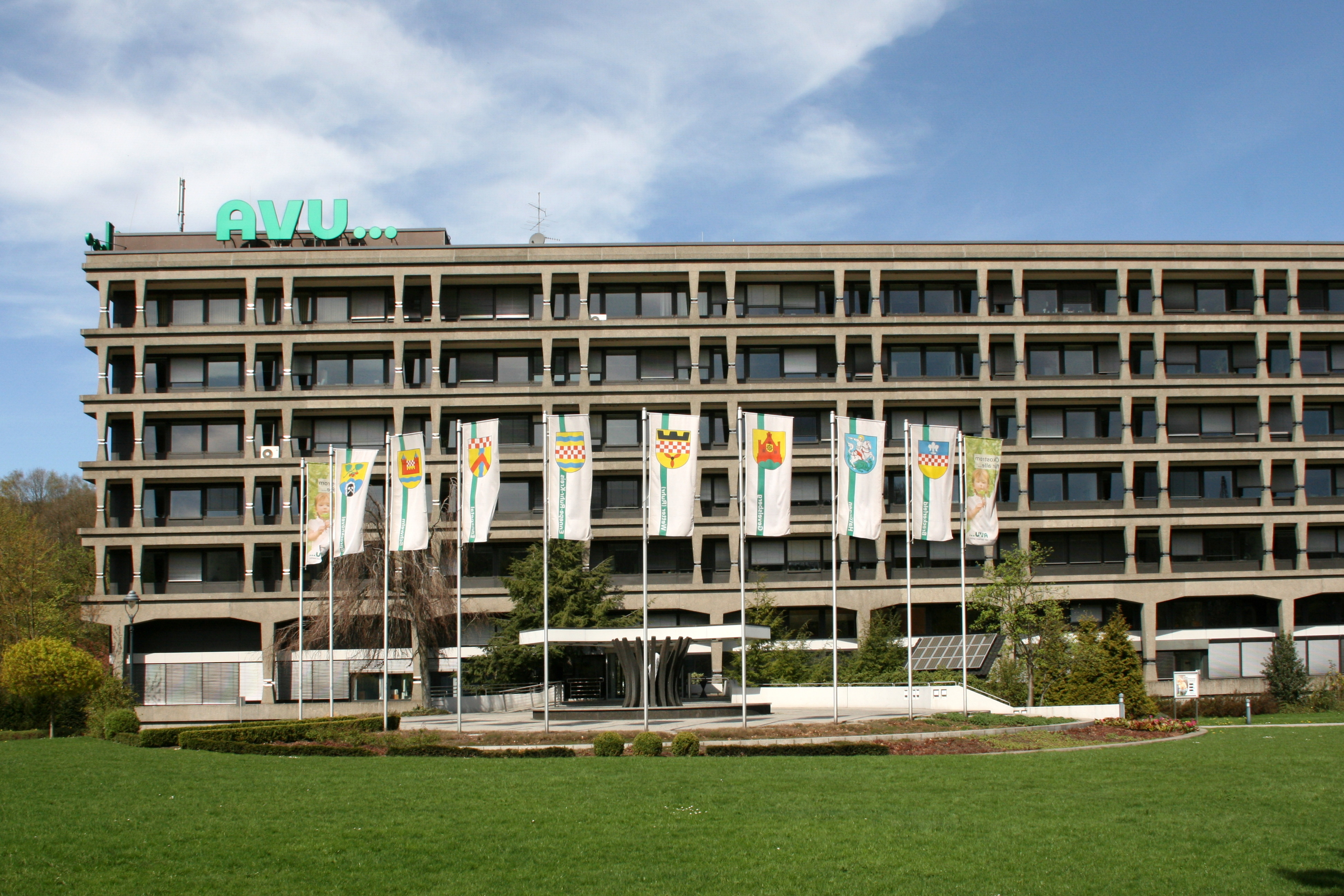
AVU-Sitz in Gevelsberg

Die Aktiengesellschaft für Versorgungs-Unternehmen (AVU) ist ein regionales Energie- und Wasserversorgungsunternehmen mit Sitz in Gevelsberg.
Das traditionelle Versorgungsgebiet ist der Ennepe-Ruhr-Kreis mit Ausnahme der Städte Witten und Herdecke.

## Name
Der Handelsregistereintrag lautet: AVU Aktiengesellschaft für Versorgungs-Unternehmen. In der Öffentlichkeit und in der Presse wird das Unternehmen in der Regel nur kurz AVU genannt.

## Geschäftsfeld
Die AVU versorgt Privat-, Geschäfts- und Industriekunden vor allem im südlichen Ennepe-Ruhr-Kreis mit Strom, Erdgas, Wasser und Wärme.
Wichtige Beteiligungen sind die AVU Netz GmbH, die AVU Serviceplus GmbH (Energieeffizienz), die Stadtwerke Hattingen GmbH (Erdgas, Wasser), die AHE GmbH (Entsorgung) sowie die Verbund-Wasserwerk Witten GmbH.

## Geschichte
Der Energieversorger (Kreiswerke) wurde am 27. Mai 1905 gegründet. Anlass war die Eröffnung der Ennepetalsperre und des Kreiswasserwerkes an der Ahlenbecke in Ennepetal. Das Kraftwerk am Nirgena in Gevelsberg, das 1890 seinen Betrieb aufgenommen hatte, wurde 1906 von der Stadt Gevelsberg an die Kreiswerke verkauft. Der Verwaltungssitz der Kreiswerke wurde 1923 von Schwelm nach Gevelsberg verlegt.
Im Jahre 1940 kauften die Kreiswerke  die Zeche Neu-Wülfingsburg in Esborn-Albringhausen, die 1967 stillgelegt wurde.
Der 1929 neu gegründete Ennepe-Ruhr-Kreis entließ die Kreiswerke am 1. Oktober 1943 in die Selbstständigkeit und gründete die Agfu „Aktiengesellschaft für wirtschaftliche Unternehmen des Ennepe-Ruhr-Kreises“, in die gleichzeitig die Stadtwerke Gevelsberg und Schwelm eingebracht wurden.
Die Agfa Foto AG sah in Agfu eine Verletzung ihres Warenzeichens. Dies galt insbesondere, da beide Firmen den gleichen Schrifttyp für ihr Signum benutzten. Aufgrund einer außergerichtlichen Einigung mit der Agfa Foto AG änderte die Agfu ab 1. Januar 1963 ihren Namen in Aktiengesellschaft für Versorgungs-Unternehmen (AVU).
Die Vereinigte Elektrizitätswerke Westfalen (VEW) in Dortmund brachten 1966 die von ihr im Ennepe-Ruhr-Kreis betriebenen Versorgungsanlagen in die AVU ein und beteiligte sich mit einem Anteil von 50 Prozent an der AVU.
1974 wurde die Umstellung von Kokerei- auf Erdgas im gesamten Versorgungsgebiet abgeschlossen.
Am 31. März 1976 stellte das Kraftwerk am Nirgena in Gevelsberg die Stromproduktion ein. Bis 1984 wurde es abgerissen.
Das erste AVU-Kundenzentrum wurde in der Augustastraße in Hattingen im Jahre 1978 eröffnet. Heute bestehen Kundenzentren in den Städten Breckerfeld, Ennepetal, Gevelsberg, Hattingen, Schwelm, Sprockhövel und Wetter (Ruhr).
1979 bis 1983: Betrieb eines Fernheizwerks am Nirgena.
1979 wurde das Wasserwerk Rohland an der Ennepetalsperre eingeweiht.
Seit 1982 befindet sich das Wasserwerk Volmarstein in Wetter vollständig im Besitz der AVU, vorher 50 % AVU und 50 % Wuppertaler Stadtwerke.
1. Januar 2007: Gründung der AVU Netz GmbH, die damit die gesetzlichen Unbundling-Vorschriften für den liberalisierten Energiemarkt umsetzt.

## Aktionärsstruktur
| Anteilseigner     | Mio. Euro | Anteil |
| ----------------- | --------- | ------ |
| Westenergie AG    | 18,4      | 050,0  |
| Ennepe-Ruhr-Kreis | 10,7      | 029,1  |
| Stadt Gevelsberg  | 04,7      | 012,8  |
| Stadt Schwelm     | 02,5      | 006,9  |
| Stadt Ennepetal   | 00,5      | 001,2  |
| Summe             | 36,8      | 100,0  |